# Synagoge (Châlons-en-Champagne)

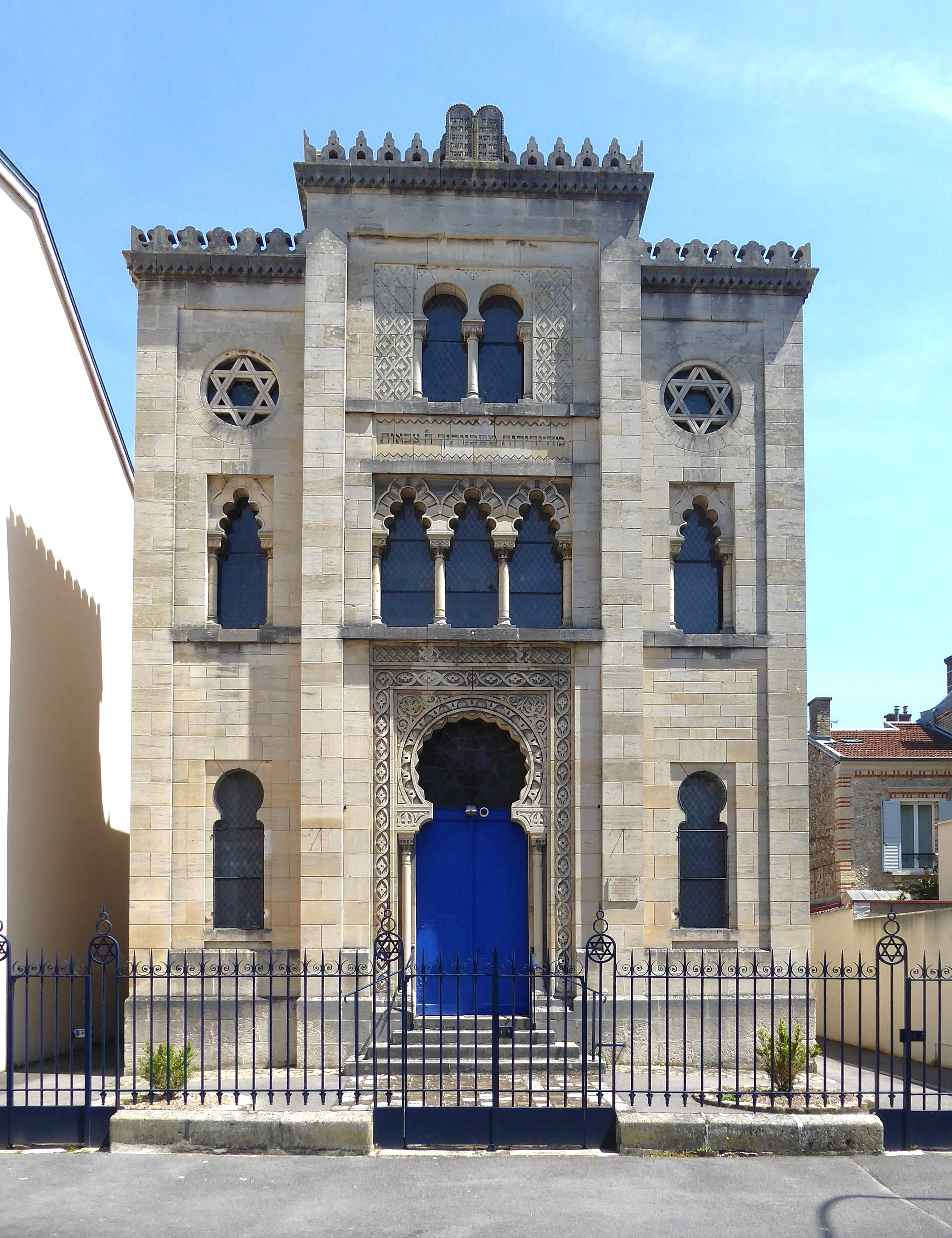
Synagoge in Châlons-en-Champagne

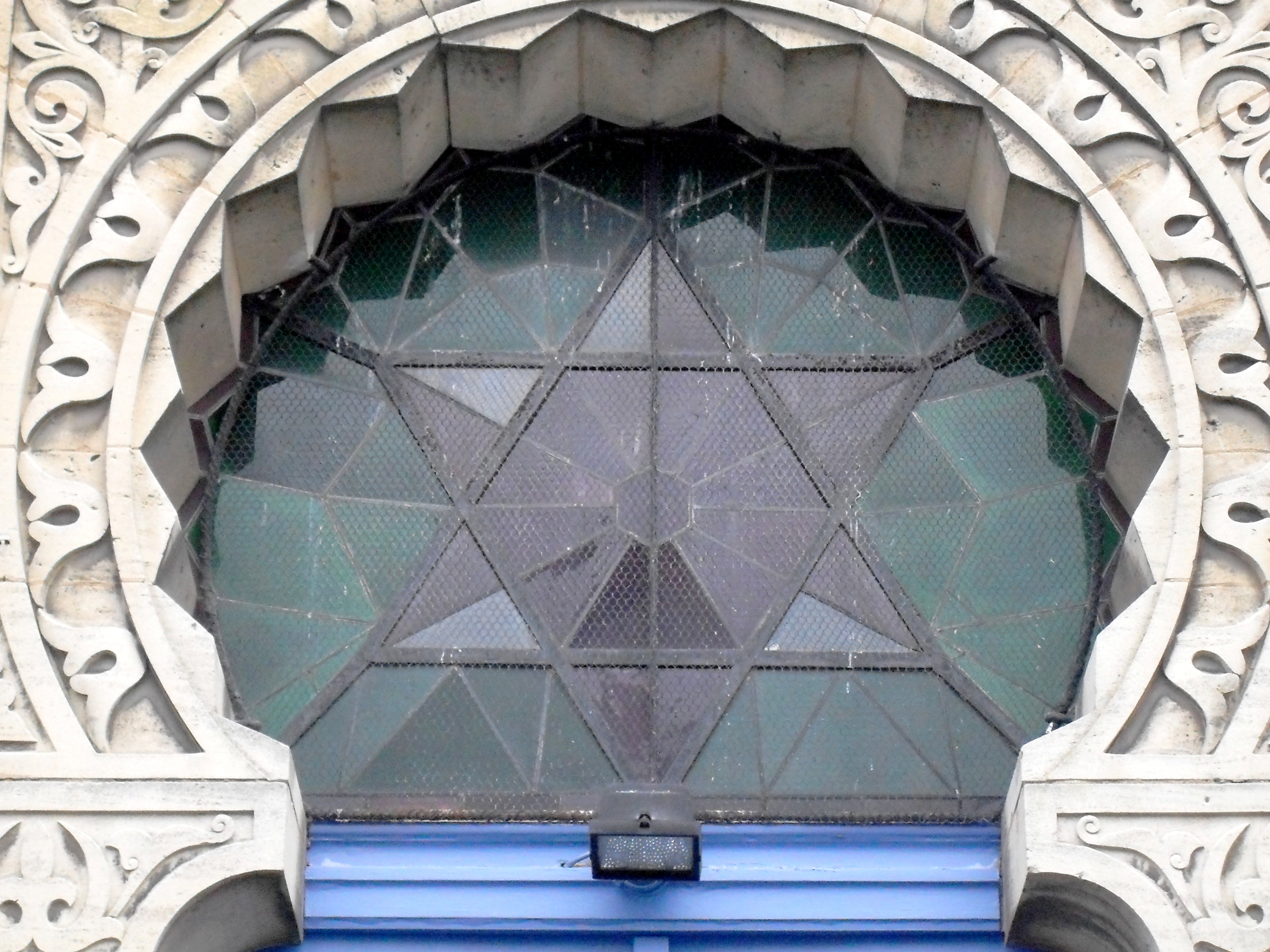
Detail mit Davidstern

Die Synagoge Châlons-en-Champagne befindet sich in der Stadt Châlons-en-Champagne im Département Marne in der französischen Region Grand Est. Die Adresse der Synagoge ist Rue Lochet Nr. 21.

## Geschichte
Schon für 1367 ist eine Synagoge in Châlons-en-Champagne belegt, die sich in der Rue de la Juerie (Judengasse) befand. Die am 24. September 1875 eingeweihte Synagoge weist von außen maurische Stilelemente auf. Stufen führen zu ihrem Portal, das von einem Hufeisenbogen mit Verglasung überspannt ist. Der Hufeisenbogen liegt auf zwei Säulen, die rechts und links das Portal begrenzen. Das ganze Portal ist von einem skulptierten Rahmen mit verschlungenen Bändern eingefasst. Rechts und links des Portals befindet sich jeweils ein weiteres Fenster mit einem Hufeisenbogen. Auf der ersten Etage befindet sich über dem Portal ein Drillingsfenster, das auf vier Säulen ruht, mit gezackten Bögen, und rechts und links davon jeweils ein weiteres Fenster, die auch gezackte Bögen besitzen und auf zwei Säulen ruhen. Die Dreifachgliederung des Erdgeschosses wiederholt sich auch auf der zweiten Etage: In der Mitte ein Zwillingsfenster mit Rundbögen und seitlich jeweils eine Rosette, deren Maßwerk ein Davidstern bildet. Akroter bilden den Dachabschluss, der in der Mitte von den Gesetzestafeln bekrönt wird.
Die Synagoge wurde 1874/75 nach den Plänen des Architekten von Châlons-en-Champagne Alexis Vagny (1821–1888) erbaut. In derselben Straße befindet sich eine protestantische Kirche, die 1880 im neogotischen Stil erbaut wurde.
Über dem Drillingsfenster des ersten Stockwerks ist folgender Bibelvers in hebräischer Sprache eingemeißelt: Wie lieblich sind deine Wohnungen, Herr Zebaoth! (Psalm 84).
Seit dem 6. Mai 2004 ist die Synagoge von Châlons-en-Champagne ein schützenswertes Denkmal (monument historique). Die Synagoge wird heute noch für den Gottesdienst genutzt.